# 黄艳 (1964年)
黄艳（1964年10月—），女，河南郸城人。建筑学硕士学历，教授级高级工程师。无党派人士，中华人民共和国第十一届、第十二届全国政协委员。

## 經歷
1986年8月从南京工学院（现东南大学）本科毕业后进入北京市城市规划设计研究院，工作期间曾先后赴比利时鲁汶大学和德国斯图加特大学深造。
1997年晋升为北京市城市规划设计研究院详细规划所主任工程师，1998年担任北京市城市规划设计研究院副总工程师。
2000年9月起担任北京市规划委员会（首都规划建设委员会办公室）副主任，主要负责建设项目规划审批管理，文物保护、危旧房改造、CBD工程规划、城市雕塑建设管理等。期间兼任北京奥运会组委会工程部副部长，为奥运工程规划负责人之一。
2007年10月起升任北京市规划委员会（首都规划建设委员会办公室）主任。在北京市规划委任职期间，黄艳参与协调和审批了国家大剧院、国家博物馆等重点工程的建设，并且曾担任北京地铁大兴线的勘察、设计、监理施工负责人。
2016年4月起担任住房和城乡建设部副部长。

## 控告郭文貴事件
7月21日，美国之音报导说，20日，在排队控告郭文贵的长长原告队伍中，又多了一名迄今为止级别最高的中共官员——中国住房和城乡建设部副部长黄艳。董克文律师说，他的委托人黄艳否认了郭文贵的所有指称，控告书要求郭文贵停止诽谤、删除5月11日视频、向黄艳公开道歉，并要求法院下令郭文贵作出1000万美元的惩罚性赔偿。